# Taubachsmühle
Taubachsmühle ist ein Gemeindeteil der Gemeinde Wülfershausen an der Saale im unterfränkischen Landkreis Rhön-Grabfeld in Bayern.

## Lage
Die Einöde, zu der ein zuvor rechtsseitig abzweigender Mühlkanal führt, steht am rechten Ufer des unteren Taubachs.

## Geschichte
Die Mühle lässt sich bis in das 16. Jahrhundert zurückverfolgen und war immer eine Getreidemühle. Zum letzten Mal Korn gemahlen wurde im Jahre 1960.